# Instytut Gospodarki Nieruchomościami
Instytut Gospodarki Nieruchomościami – powstał w 2005 r. z inicjatywy pana Arkadiusza Borek, który doprosił do niniejszej inicjatywy organizacje pozarządowe i wyższe uczelnie związane z gospodarką nieruchomościami, efektywnością energetyczną oraz ochroną środowiska.
Główną domeną działalności Instytutu w początkowych latach funkcjonowania była edukacja i przygotowanie praktyczne osób ubiegających się o nadanie państwowych licencji zarządcy nieruchomości oraz licencji pośrednika w obrocie nieruchomościami. Zgodnie z zapisami w Krajowym Rejestrze Sądowym organem sprawującym nadzór nad Instytutem Gospodarki Nieruchomościami jest minister właściwy do spraw budownictwa, gospodarki przestrzennej i mieszkaniowej, co obliguje Instytut do składania corocznych sprawozdań i zobowiązuje do wykonywania rzetelnych i na najwyższym poziomie merytorycznym opracowań związanych z gospodarką nieruchomościami, efektywnością energetyczną oraz ochroną środowiska.
Prezesem Zarządu Instytutu Gospodarki Nieruchomościami od roku 2005 jest mgr inż. Arkadiusz Borek. W 2017 roku skład Zarządu został poszerzony o wiceprezesa Zarządu, którym została Edyta Koster.

## Działalność Instytutu Gospodarki Nieruchomościami
Po wprowadzeniu ustawy deregulacyjnej od 1 stycznia 2014 roku, działalność IGN opiera się na wspieraniu przedsiębiorców związanych z rynkiem nieruchomości, ze szczególnym uwzględnieniem nacisku na odzyskiwanie części nakładów inwestycyjnych wynikających z zapisów Ustawy o efektywności energetycznej z dnia 20 maja 2016 r. (wykonywanie audytów efektywności energetycznej w celu pozyskania białych certyfikatów), optymalizację energetyczną obiektów istniejących i nowo projektowanych, kompleksową realizację i finansowanie inwestycji energooszczędnych i innych w modelu ESCO, wykonywanie obowiązkowych audytów energetycznych przedsiębiorstw, kompleksową obsługę w zakresie ubezpieczeń oraz działalność edukacyjną. Współpracuje z wieloma instytucjami funkcjonującymi na rynku zarządzania nieruchomościami, pośrednictwa w obrocie nieruchomościami, efektywnością energetyczną, jednostkami samorządowymi, wyższymi uczelniami oraz grupami zawodowymi związanymi z energetyką, budownictwem i ochroną środowiska. Od 2005 r. Instytut otrzymał od swoich zleceniodawców przeszło 700 pozytywnych referencji.
Instytut Gospodarki Nieruchomościami jest autorem dokumentów strategicznych z szeroko rozumianej gospodarki nieruchomościami dla wielu miast i gmin z terenu całej Polski, takich jak:
- strategie/polityki mieszkaniowe,
- wieloletnie programy gospodarowania mieszkaniowym zasobem miasta/gminy,
- analizy funkcjonowania zakładu budżetowego,
- lokalne programy rewitalizacji,
- studium wykonalności i celowości realizacji przedsięwzięcia w zakresie społecznego budownictwa mieszkaniowego,
- plany rozwoju lokalnego,
- analizy zasobów mieszkaniowych,
- plany odnowy miejscowości[5].

Długoletnie doświadczenie i profesjonalizm w wykonywaniu powyższych opracowań skutkuje współpracą z coraz większą ilością podmiotów samorządowych.

## Kalendarium
- 2005–2008: organizator corocznych Forów Rewitalizacji Terenów Miejskich i Poprzemysłowych, konferencji, których tematyka poświęcona jest aktualnym problemom rewitalizacji z jednoczesnym rozpoznaniem zagadnień związanych z zarządzaniem rewitalizacją, w tym pozyskiwaniem środków finansowych, organizowaniem przekształceń o charakterze przestrzennym, określeniem zasad postępowania według odpowiednich uregulowań prawnych, wykorzystaniem nowatorskich technologii w budownictwie. Konferencje miały na celu uwidocznienie działań ukierunkowanych na wieloletnią realizację programu rewitalizacji, przy zachowaniu unikalnych walorów lokalnych i historycznych oraz założeń krajobrazowych i urbanistycznych śląskich miast.
- 2012–2014: pomysłodawca i organizator corocznych Kongresów Rozwoju Mieszkalnictwa[6], których głównym celem było przedstawienie priorytetów i działań sprzyjających poprawie sytuacji mieszkaniowej w Polsce. Uczestnikami Kongresów byli przedstawiciele gmin i miast, zarządcy nieruchomości oraz właściciele firm zarządzających nieruchomościami.
- 2011–2018: inicjator i organizator Seminariów Rynku Nieruchomości[7], które odbywały się w największych polskich miastach. Tematami przewodnimi seminariów były głównie problemy i zagadnienia napotykane podczas wykonywania pracy zawodowej zarządcy nieruchomości oraz sposobów ich rozwiązywania.

## Wyróżnienia
- 26 września 2012 r. Instytut Gospodarki Nieruchomościami został uhonorowany Złotą Odznaką Honorową „Za Zasługi Dla Województwa Śląskiego”.
- Honorowym wyróżnieniem przyznawanym przez Instytut Gospodarki Nieruchomościami jest Złoty Laur[8], przyznawany za szczególny wkład w rozwój szeroko rozumianej gospodarki nieruchomościami, ochrony środowiska oraz działań energooszczędnych. Konkurs przeprowadzany jest corocznie, począwszy od 2008 r.

## Współpraca z KIGN
Instytut Gospodarki Nieruchomościami jest głównym założycielem Krajowej Izby Gospodarki Nieruchomościami (www.kign.pl) – największej w Polsce izby gospodarczej skupiającej podmioty związane z rynkiem nieruchomości oraz głównym inicjatorem powołania do życia spółdzielni energetycznych przez zarządców nieruchomości.
Po wprowadzeniu ustawy deregulacyjnej od 1 stycznia 2014 roku, Instytut Gospodarki Nieruchomościami scedował na Krajową Izbę Gospodarki Nieruchomościami zadania związane z kształceniem osób w kierunku posiadania licencji zarządcy nieruchomości i licencji pośrednika w obrocie nieruchomościami.
Instytut Gospodarki Nieruchomościami wspólnie z Krajową Izbą Gospodarki Nieruchomościami wznowił organizację Seminariów Rynku Nieruchomości i Kongresu Rozwoju Mieszkalnictwa.